# Trombo

Animação da formação de um trombo oclusivo numa veia: algumas plaquetas ligam-se às pregas da válvula da veia, apertando a abertura e fazendo com que mais plaquetas e glóbulos vermelhos se agreguem e coagulem. A coagulação do sangue não movimentado, em ambos os lados do bloqueio, pode propagar um coágulo em ambos os sentidos.

Trombo é solidificação dos constituintes normais do sangue, dentro do sistema cardiovascular, no animal vivo, limitando o fluxo normal do sangue. O processo de formação dessa massa sólida é chamado trombose e deve ser diferenciado da coagulação extravascular (hemostasia) e da coagulação post mortem.  Trombos ocorrem mediante agregação plaquetária, diferentemente da coagulação sanguínea, que ocorre pela formação de polímeros de fibrinogênio (fibrina).
São considerados três tipos de trombo: trombo hemostático, trombo venoso e trombo arterial.  As proteínas envolvidas na sua formação se produzem no fígado humano e são encontradas em todo o sangue. 
O primeiro é fisiológico e os dois seguintes são patológicos. 
Em seres humanos, trombos podem formar-se em consequência de cirurgias, uso de válvula cardíaca artificial, mudanças no(s) vaso(s) sanguíneos, deficiência de coagulação do sangue (congênita ou por doenças).
Entre os fatores que favorecem a ocorrência de trombose, incluem-se:
- lesão endotelial
- alterações na produção de colágeno
- ativação plaquetária
- citocinas
- endotoxinas